# Mario Bernardi
Pour les articles homonymes, voir Bernardi.
Mario Bernardi, né le 20 août 1930 à  Kirkland Lake en Ontario et mort le 2 juin 2013 à Toronto, est un chef d'orchestre canadien, aussi pianiste et organiste, d'origine italienne.

## Biographie
Mario Bernardi est né dans une famille d'immigrés italiens, dans la ville de Kirkland Lake, en Ontario, près de la frontière avec le Québec. Il y vit ses premières années avant de découvrir l'Italie avec sa famille, en 1936. Là, il étudie le piano et l'orgue avec Bruno Pasut, au conservatoire Manzato de Trévise, et passe ses examens musicaux au conservatoire Benedetto Marcello de Venise.  
En 1945, il revient au Canada, où il poursuit sa formation musicale de pianiste, au conservatoire royal de musique de Toronto.
En 1957, il devient le chef d'orchestre de la Compagnie nationale d'opéra du Canada. Cette même année, il participe, en tant qu'acteur, dans le film français S.O.S. Noronha de Georges Rouquier, au côté de Jean Marais et de Daniel Ivernel.
En 1963, il prend la fonction d'assistant chef d'orchestre de l'English National Opera, basé à Londres, puis celle de directeur musical, de 1966 à 1968.
En 1969, il participe à la création de l'orchestre du Centre national des arts (CNA), à Ottawa, et en prend la direction avec comme premier chef d'orchestre Jean-Marie Beaudet, auquel il succède en tant que chef d'orchestre, de 1971 à 1982.  Il y dirige 75 différents opéras ainsi que plus de 450 œuvres musicales avec cet orchestre du CNA.
De 1984 à 1992, il dirige l'orchestre philharmonique de Calgary. Il est, en parallèle, le principal chef d'orchestre de Radio-Canada jusqu'en 2006.
Mario Bernardi est membre de l'Ordre du Canada.

## Sources et références
- « Bernardi, Mario », dans l'Encyclopédie de la musique au Canada
- « Mario Bernardi s'éteint », sur Radio-Canada, le 3 juin 2013